# Pago Pago
Pago Pago je hlavní město Americké Samoy. Nachází se na ostrově Tutuila. Ve skutečnosti se jedná o vesnici, která je mnohdy chybně uváděna jako město (jelikož je hlavním městem a nachází se zde přístav stejného jména). V roce 2000 zde žilo 11 500 obyvatel.
Pago Pago je jednou z vesnic, nacházejících se ve stejnojmenné aglomeraci, tj. Pago Pago. V této aglomeraci se také nachází Fagatogo, sídlo úřadu vlády, a Utulei, sídlo guvernéra státu.
Jelikož se název Pago Pago užívá ve spojení s celým přístavem a oblastí (včetně vesnic), je de facto považováno za hlavní město území Americká Samoa.
Hlavním zdrojem obživy je turistika a konzervárenský průmysl na zpracování tuňáků. V letech 1878-1951 se zde nacházela stanice Námořnictva Spojených států pro zásobování uhlím.
Do roku 1980 zde bylo možné pomocí kabinkové lanovky sledovat výhled do okolí, a vidět tak část ostrova z nedalekého vrcholu, avšak 17. dubna téhož roku narazila stíhačka amerického vojenského letectva do jednoho z lan a poté do místního hotelu Rainmaker. Lanovka je od té doby mimo provoz. V poslední době[kdy?] se objevují plány na její znovuobnovení.